# SUGOCA
SUGOCA는 큐슈 여객철도(이하 JR 큐슈)가 2009년 3월 1일부터 도입한 IC카드 방식의 정기권이다.

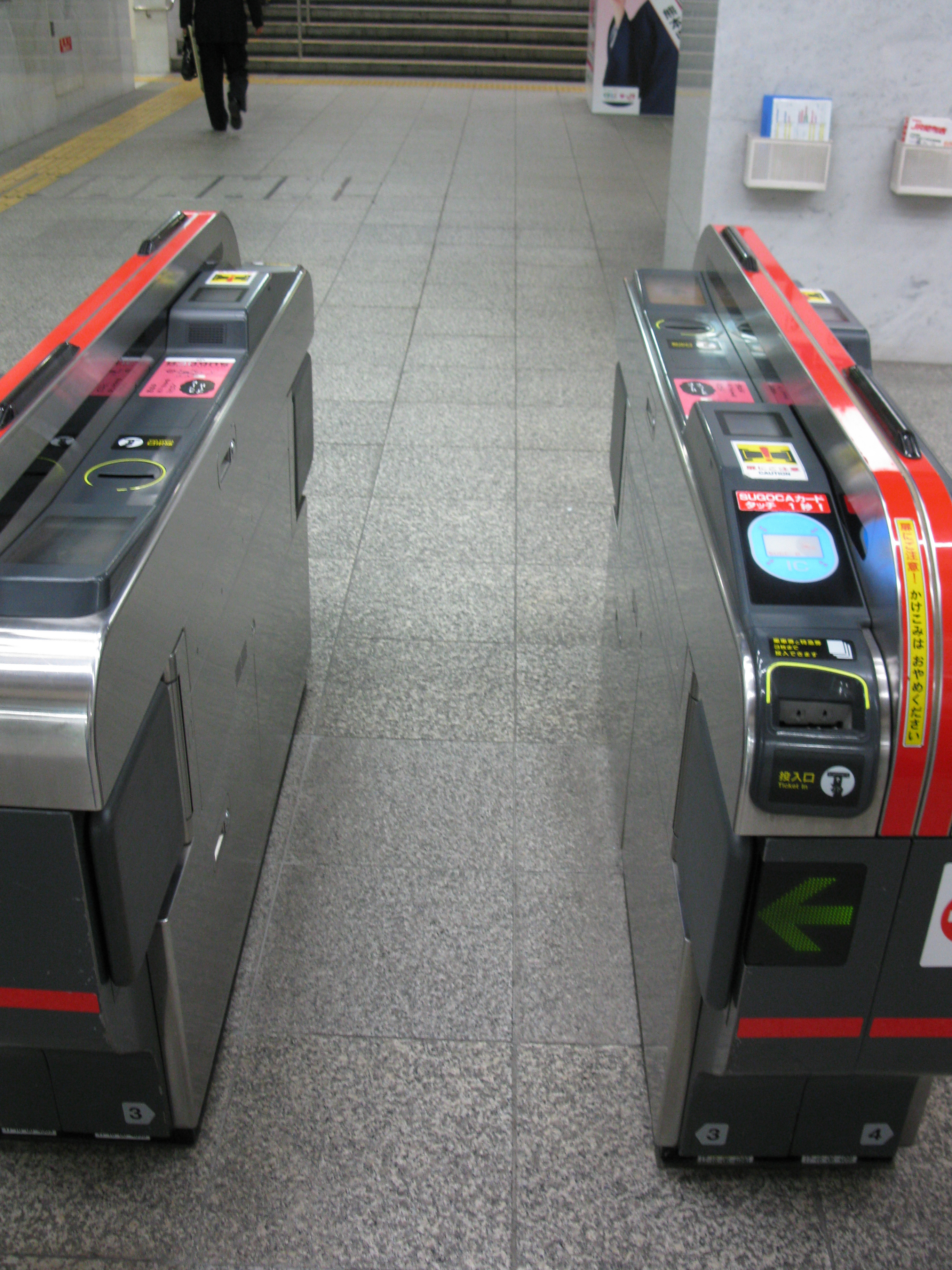
개찰기에 설치된 SUGOCA 리더 (하카타역)

## 개요

이용 방법

JR 큐슈가 지난 2009년 3월 1일 도입한 재래선용 IC카드 승차권으로서 그동안 다른 JR 그룹의 IC카드 승차권였던 Suica(JR 동일본), ICOCA(JR 서일본), TOICA(JR 도카이), Kitaca(JR 홋카이도)에 이어 5번째로 만들어졌다. SUGOCA는 Smart Urban GOing CArd의 약어이며, 발행 매수는 도입 약 1개월 후인 2009년 4월 5일에 10만 장, 2009년 11월 11일에 20만장, 2011년 3월 23일에 50만 장을 돌파하여 2012년 10월 말에는 78만 장에 달하고 있다. 카드의 뒷면 하단에 기재의 번호는 "JK"로 시작 15자리 숫자인데, 이"JK"는 JR 큐슈의 영어 표기"JR Kyushu"의 머리 글자를 딴 것이다.
비접촉형 IC카드라서 인식기에 대지 않아도 통과가 되기 때문에 반드시 카드 케이스나 가방에서 꺼내서 쓸 필요는 없다. 덧붙여 인식 범위가 반경 10cm 정도이므로 공중을 통해도 이용 가능한 경우가 있지만, SUGOCA와 개찰기와의 통신 시간을 확보하기 위해 SUGOCA를 꺼내어 직접 인식기에 대서 개찰기를 통과하는 사용법인 '터치 앤 고'를 추천 하고 있다.

## 종류
SUGOCA 승차권 및 SUGOCA 정기권은 신규 구입 시에는 500 엔의 보증금(예탁금)이 필요하고 환불 시 반환된다. 철도 차량 및 전자 화폐에서 스토어드 페어(SF)에 이용할 수 있는 잔액의 차지하는 상한선이 20,000 엔이다.

## 이용 가능 구간

### 후쿠오카·사가·오이타·구마모토 지역
- 가고시마 본선
  - 고쿠라역 - 야쓰시로역
- 가라쓰 선
  - 가라쓰역 - 니시가라쓰 역, 지쿠히 선·가라쓰선은 다른 이용 가능 지역과 연속하지 않는다.(SUGOCA을 사용하여 가라쓰 선 구보타 역을 거쳐 사가·도스 방향으로 승차는 못한다.)
- 가시 선
  - 사이토자키역 - 우미역 (전구간)
- 규다이 본선
  - 구루메역 - 젠도지역, 무카이노하루역 - 오이타역
- 나가사키 본선
  - 도스역 - 사가역
- 닛포 본선
  - 니시코쿠라역 - 고자키 역
- 사사구리 선
  - 가쓰라가와 역 - 요시즈카역 (전구간)
- 산요 본선
  - 시모노세키역 - 모지역, 시모노세키 역은 JR 서일본 관할 역이나 ICOCA 영역에는 포함되지 않아 JR 큐슈의 SUGOCA만이 도입된 상황이다.(자동 개찰기 취급과 개찰 내 자동 충전기로 충전만 가능하며, SUGOCA의 판매는 이루어지지 않고, 매표기도 비대응)
- 지쿠호 본선
  - 와카마쓰역 - 가쓰라가와 역
- 지쿠히선
  - 메이노하마역 - 가라쓰역
- 호히 본선
  - 구마모토역 - 히고오즈역, 나카한다역 - 오이타역

### 나가사키 지역
- 나가사키 본선
  - 이사하야역 - 이치누노역 - 나가사키역, 우라카미역- 나가요역- 기키쓰역
- 오무라 선
  - 이사하야역 - 다케마쓰역

### 가고시마 지역
- 가고시마 본선
  - 센다이역 - 가고시마역 (히사쓰 오렌지 철도선 이남의 전구간)
- 닛포 본선
  - 고쿠부 역 - 가고시마역 (류가미즈역에서는 사용 불가)
- 이부스키마쿠라자키선
  - 가고시마 중앙역 - 기이레역

### 미야자키 지역
- 닛포 본선
  - 사도와라역 - 다노 역
- 니치난 선·미야자키 공항선
  - 미나미미야자키역 - 다요시 역 - 미야자키공항 역

또한 2015년 가을부터 기타큐슈 고속철도(기타큐슈 모노레일)이 고쿠라 선에 SUGOCA을 도입하였다. JR 큐슈 이외에서는 처음 SUGOCA가 도입이 되지만, 이 회사가 발행하는 SUGOCA의 명칭에 대해서는 공모에 의해 "mono SUGOCA"(모노스고카)로 정해졌다.

## 같이 보기
- ICOCA
- Nimoca
- Suica
- TOICA